# Taktyka salami
Taktyka salami (węg. szalámitaktika) – określenie praktyki stopniowego eliminowania (krok po kroku) przedstawicielstwa partii demokratycznych oraz przejęcia władzy przez komunistów w państwach zajętych podczas II wojny światowej przez Armię Czerwoną i znajdujących się odtąd w strefie wpływów ZSRR. Definicja stalinowskiego planu została określona przez węgierskiego komunistę Mátyása Rákosiego.
Na skuteczność taktyki salami wpływała obecność w poszczególnych krajach Armii Czerwonej, co pozwalało na umocnienie słabej organizacji tamtych partii komunistycznych. Ich celem było przejęcie pełnej władzy w danych państwach, toteż komuniści zawierali przejściowe koalicje z odrębnymi partiami lewicowymi bądź centrowymi, przejmując strategiczne urzędy państwowe. Następnie przy użyciu propagandy i doskonalonego aparatu terroru komuniści oskarżali koalicjantów o poglądy faszystowskie i antyradzieckie, zwalczając ich i przejmując pełną władzę państwową. Władze komunistyczne przejęły w ten sposób (w latach 1945–1947) rządy w Polsce, na Węgrzech, w Rumunii, Jugosławii, Bułgarii i Albanii; komuniści umocnili również swoją pozycję w radzieckiej strefie okupacyjnej w Niemczech. Natomiast w Czechosłowacji partia komunistyczna usiłowała zdobyć władzę metodą legalną; po niepowodzeniu dokonała udanego zamachu stanu w 1948 roku.